# Laportea
Laportea är ett släkte av nässelväxter. Laportea ingår i familjen nässelväxter.

## Bildgalleri

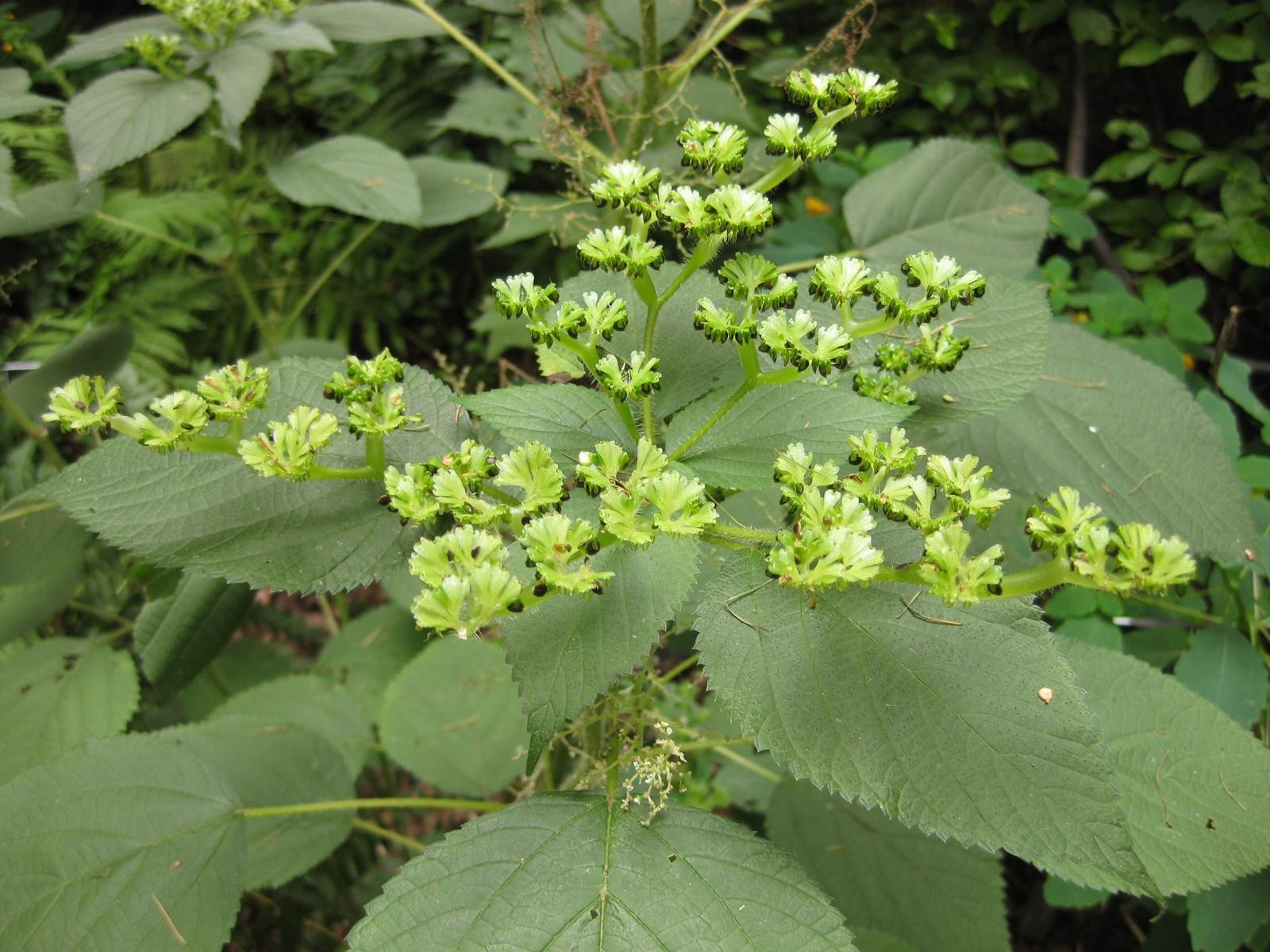
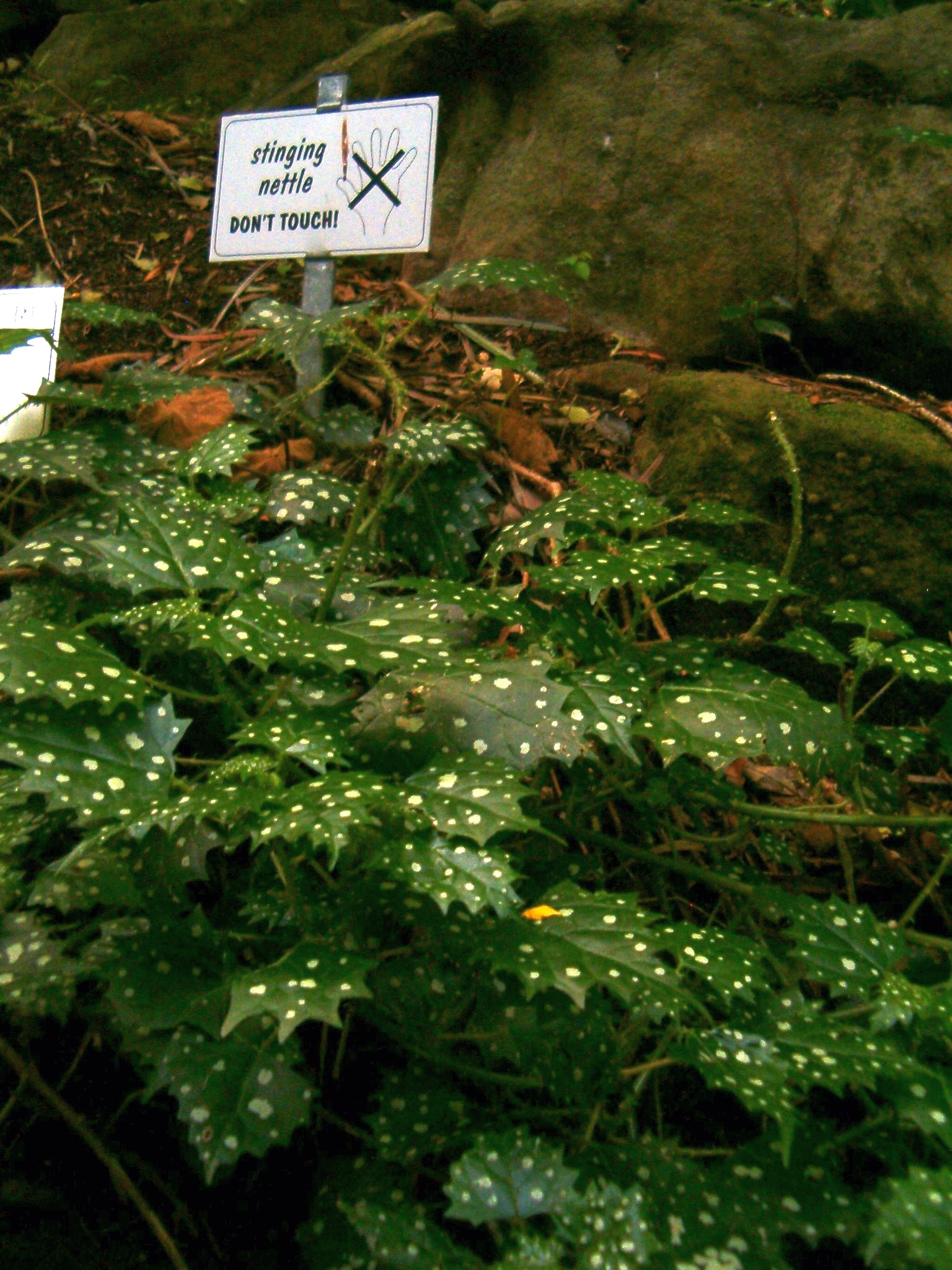
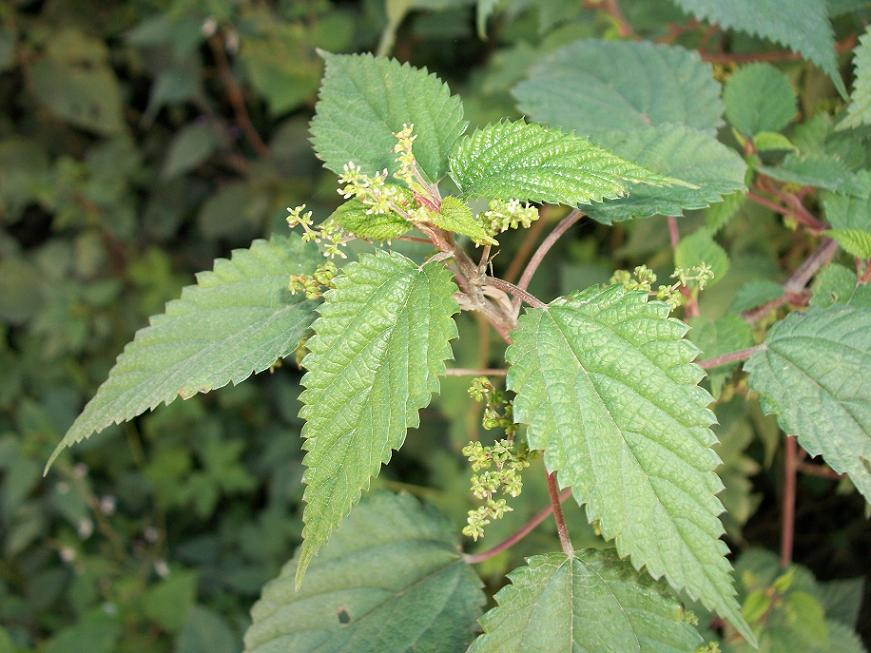
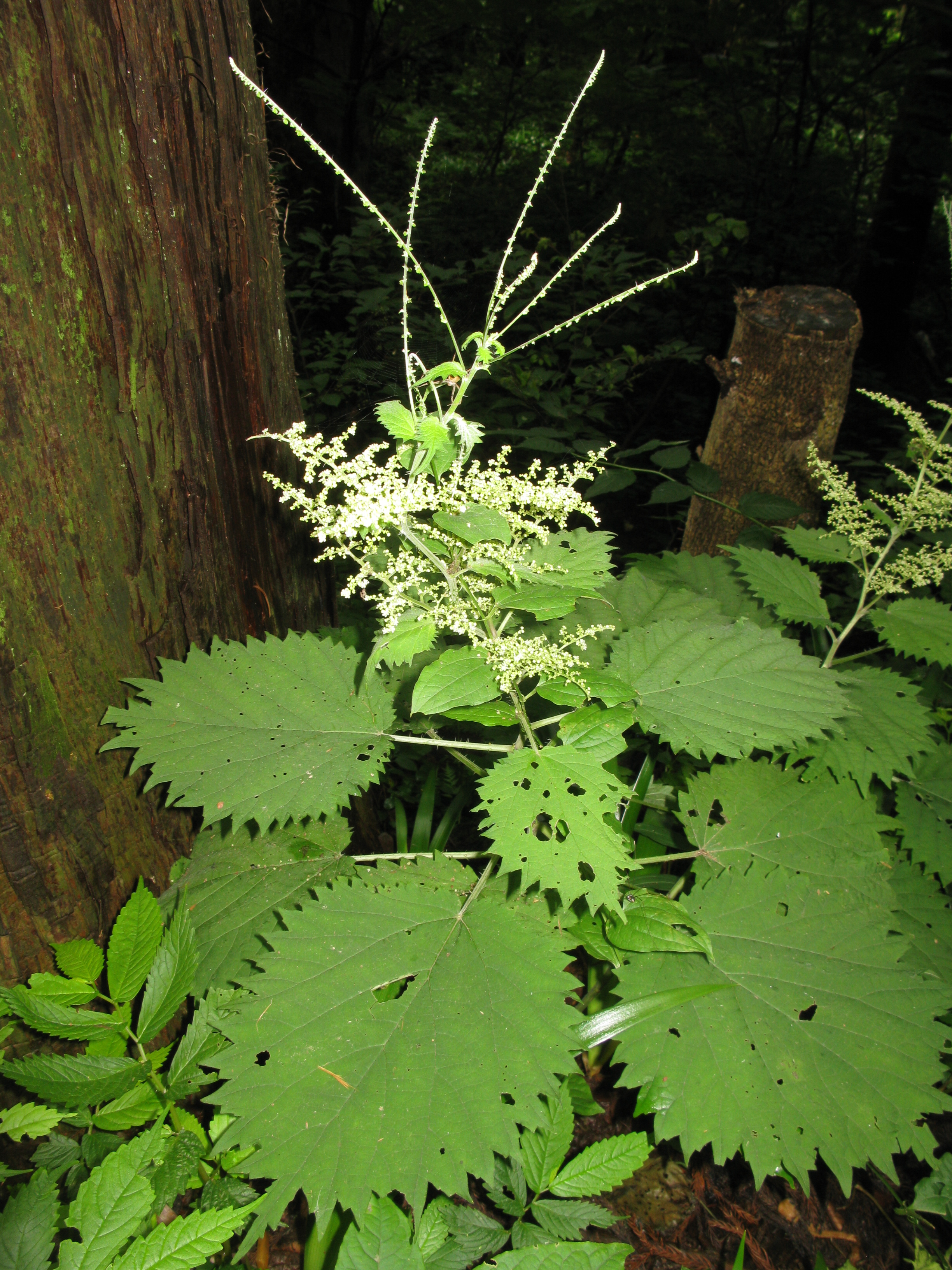
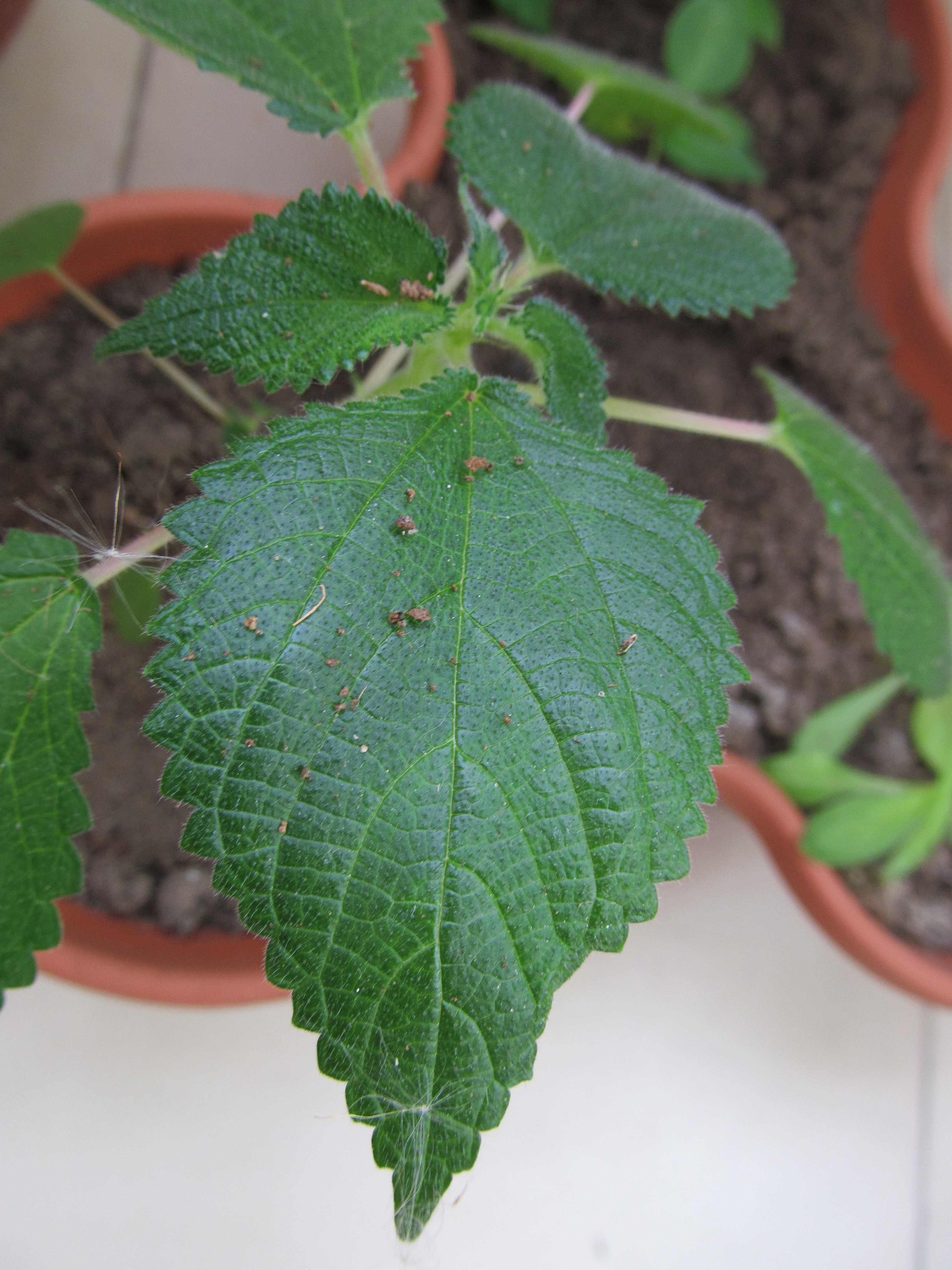
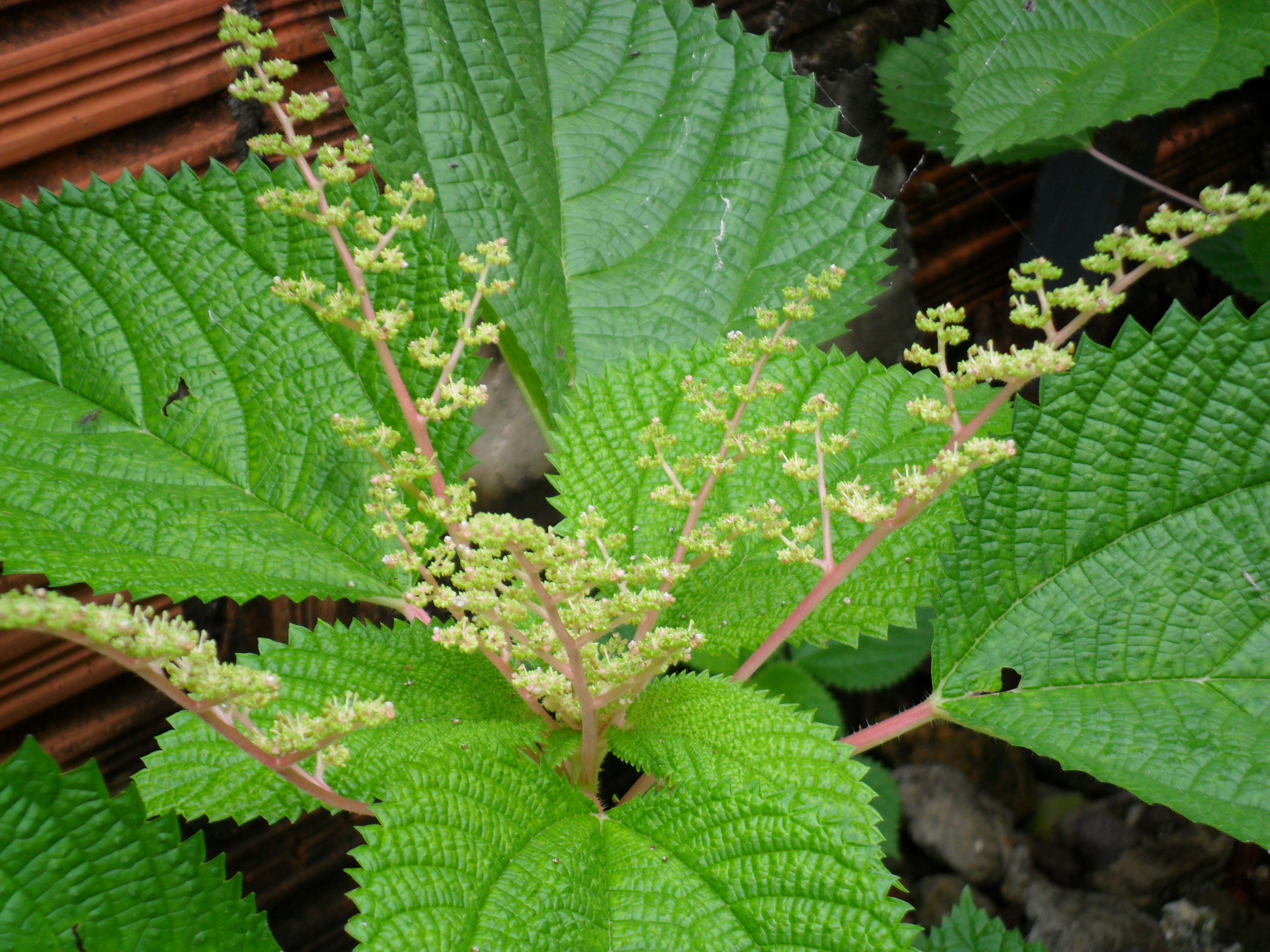

## Dottertaxa tillLaportea, i alfabetisk ordning[1]
- Laportea aestuans
- Laportea alatipes
- Laportea amberana
- Laportea americana
- Laportea armata
- Laportea bulbifera
- Laportea canadensis
- Laportea cordata
- Laportea cuneata
- Laportea cuspidata
- Laportea decumana
- Laportea disepala
- Laportea floribunda
- Laportea fujianensis
- Laportea glabra
- Laportea grossa
- Laportea havanensis
- Laportea humblotii
- Laportea humilis
- Laportea interrupta
- Laportea lanceolata
- Laportea mammosisetosa
- Laportea medogensis
- Laportea mooreana
- Laportea oligoloba
- Laportea ovalifolia
- Laportea peduncularis
- Laportea pedunculata
- Laportea perrieri
- Laportea ruderalis
- Laportea septentrionalis
- Laportea sumatrana
- Laportea weddelli
- Laportea ventricosa
- Laportea violacea